# 더 허시 사운드
더 허시 사운드(The Hush Sound)는 미국의 인디 록 밴드이다.